# Прецфельд
Прецфельд (нім. Pretzfeld) — громада в Німеччині, розташована в землі Баварія. Підпорядковується адміністративному округу Верхня Франконія. Входить до складу району Форхгайм.
Площа — 24,18 км2. Населення становить 2374 ос. (станом на 31 грудня 2020).